# Bioquímica diagnóstica

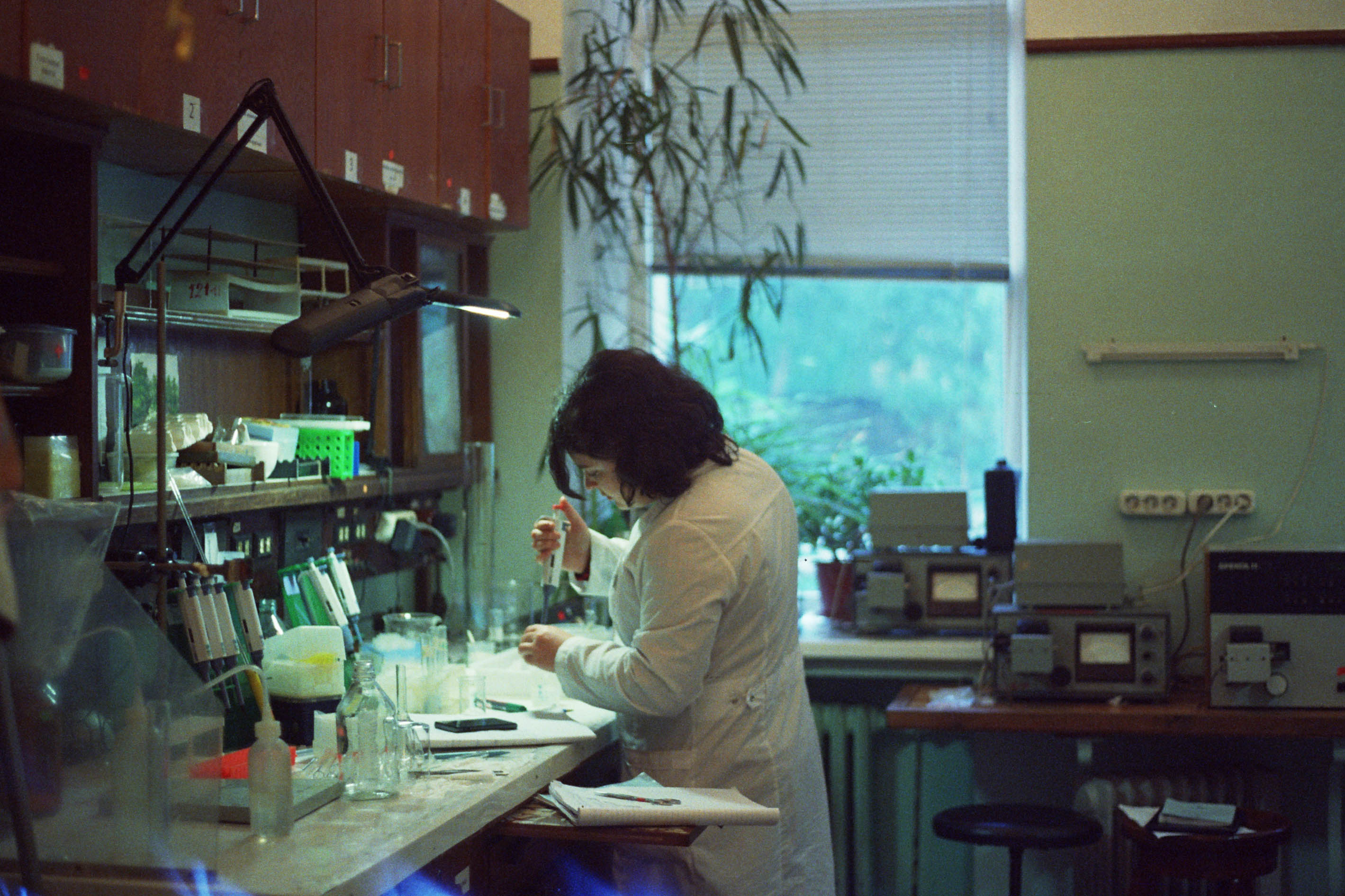
Los bioquímicos estudian la química de la vida. Investigan los procesos de la vida en un nivel molecular, y usan sus conocimientos para identificar y resolver problemas biológicos. Trabajan con todo tipo de organismos, desde microorganismos hasta plantas y animales.

Los bioquímicos estudian la química de la vida. Investigan los procesos de la vida en un nivel molecular, y usan sus conocimientos para identificar y resolver problemas biológicos. Investigan y desarrollan nuevos productos y procesos para aplicarlos a una amplia gama de áreas, incluyendo el procesamiento de alimentos, los productos farmacéuticos, los cuidados de la salud y la agricultura. En el campo de estudio de estos profesionales, se encuentra la Bioquímica Diagnostica.
El bioquímico diagnostico es el profesionista que pose conocimientos, habilidades y actitudes éticas que les permitan integrarse al equipo de salud enfocado al diagnóstico, prevención, control y tratamiento de enfermedades. Participar en el desarrollo, producción y evaluación de productos biológicos y biotecnológicos.
Forma parte del equipo de salud que maneja las sustancias que sirven para prevenir, diagnosticar y hacer el seguimiento adecuado de la evolución de enfermedades realizando los procedimientos, técnicas e interpretación de investigaciones morfológicas, microscópicas, químicas, inmunológicas, genéticas entre otras, en muestras provenientes de los seres humanos y animales, relacionados con el cuidado de la salud.
- El Bioquímico diagnóstico se desempeña en laboratorios Bioquímicos y de diagnóstico clínico fundamentales para la medicina.
- En la industria química, alimentaria, cosmética, farmacéutica o farmoquímica y biotecnológica, principalmente para el desarrollo de controles de calidad y análisis microbiológicos.
- En la industria productora de vacunas y sueros así como en empresas de investigación clínica, el Bioquímico Diagnóstico es la persona encargada de la producción y control de la calidad de sueros y vacunas.
- En los equipos de medicina y laboratorios de Química forense que apoyan la procuración de justicia.
- En las Instituciones de educación Superior y en los Institutos de Investigación en todas las ramas de interés para la salud, principalmente en el diagnóstico de enfermedades.

Existen una serie de carreras y/o profesiones afines a la Bioquímica Diagnóstica. En España, pueden acceder al aprendizaje de esta especialidad sanitaria los biólogos, bioquímicos, farmacéuticos, médicos y químicos. En México, son los QFB, los QBP, los QBC, los QC y los biólogos los profesionales que realizan estos estudios. Cada uno de estas especialidades son ramas de la bioquímica clínica. 